# Dana Zátopková
Dana Zátopková, született Dana Ingrová (Fryštát, 1922. szeptember 19. – Prága, 2020. március 13.) olimpiai bajnok és ezüstérmes cseh atléta, gerelyhajító. Emil Zátopek (1922–2000) olimpiai bajnok hosszútávfutó felesége.

## Pályafutása
1946 és 1960 között 13 alkalommal nyerte meg a csehszlovák országos bajnokságon a gerelyhajítás versenyét. Négy olimpián vett részt. Az 1948-as londoni olimpián a hetedik helyen végzett. Négy év múlva Helsinkiben 50.47 méteres eredménnyel olimpiai bajnok lett. Az 1956-os melbourne-i olimpián negyedik helyezett lett. Utolsó olimpiáján 1960-ban Rómában ezüstérmet szerzett. 1954-ben Bernben, majd 1958-ban Stockholmban Európa-bajnoki aranyérmes lett.
Egyéni legjobb eredményét 1958-ban érte 56.67 méterrel.

## Sikerei, díjai
- Olimpiai játékok – gerelyhajítás
  - aranyérmes: 1952, Helsinki
  - ezüstérmes: 1960, Róma
- Európa-bajnokság – gerelyhajítás
  - aranyérmes: 1954, 1958